# 奥拉夫·蒂夫特
奥拉夫·蒂夫特（挪威語：Olaf Tufte，1976年4月27日—），挪威男子赛艇运动员。他曾代表挪威参加1996年、2000年、2004年、2008年、2012年、2016年和2020年夏季奥林匹克运动会赛艇比赛，共获得二枚金牌、一枚银牌和一枚铜牌。